# Rispenhirsen
Die Rispenhirsen oder nur Hirsen (Panicum) sind eine Pflanzengattung innerhalb der Familie der Süßgräser (Poaceae). Die Rispenhirse (Panicum miliaceum) ist bzw. war ein wichtiges Getreide.

## Beschreibung

### Vegetative Merkmale
Die Rispenhirse-Arten sind einjährige oder ausdauernde krautige Pflanzen. Ihre Blattscheiden sind bis zum Grund offen und oft abstehend behaart. Das Blatthäutchen ist ein häutiger und bewimperter Saum oder ein Wimpernkranz. Die einfachen Blattspreiten sind meist flach, seltener zusammengefaltet oder bewimpert.

### Generative Merkmale
Die ausgebreiteten bis zusammengezogenen rispigen Blütenstände enthalten viele Blüten und zur Reife hin meist überhängend. Die Ährchen enthält nur zwei Blüten, die untere Blüte ist dabei meistens verkümmert oder männlich; die obere Blüte ist zwittrig. Das Ährchen ist vom Rücken her zusammengedrückt oder auch stielrund, es fällt als Ganzes ab. Grannen fehlen. Die zwei Hüllspelzen sind häutig, die untere ist deutlich kürzer als das Ährchen, manchmal auch verkümmert, die obere ist gleich lang wie das Ährchen. Die Deckspelze des unteren Blütchens ist häutig und ähnelt den Hüllspelzen. Die Deckspelze der zwittrigen Blüte ist deutlich gewölbt, zur Fruchtreife ist sie knorpelig verdickt. Die Vorspelze ist zur Reife ebenfalls knorpelig verdickt, sie hat zwei breite, dünnhäutige Seitenflächen. Es gibt drei Staubblätter. Der Fruchtknoten ist kahl und trägt zwei Griffel, deren Narben unterhalb der Blütenspitze auf der Seite aus dem Ährchen herausragen.
Die Früchte sind von der Deck- und der Vorspelze eng umschlossen. Auf der Seite, wo der Embryo liegt, ist die Frucht konvex, auf der Nabelseite ist sie abgeflacht.

## Systematik und Verbreitung
Die Gattung Panicum wurde 1753 durch Carl von Linné in Species Plantarum, Tomus I, Seite 55 aufgestellt. Panicum ist ein antiker Pflanzenname und leitet sich ab von Lateinisch panus für „Rispe der Hirse“.
Die Gattung Panicum L. gehört zur Tribus Paniceae in die Unterfamilie Panicoideae innerhalb der Familie Poaceae.
Die Gattung ist vorwiegend in tropischen und warmtemperaten Gebieten verbreitet.
Es gibt rund 500 Arten, von denen in Europa nur vier natürlich vorkommen. Einige Arten wurden nach Europa eingeschleppt.

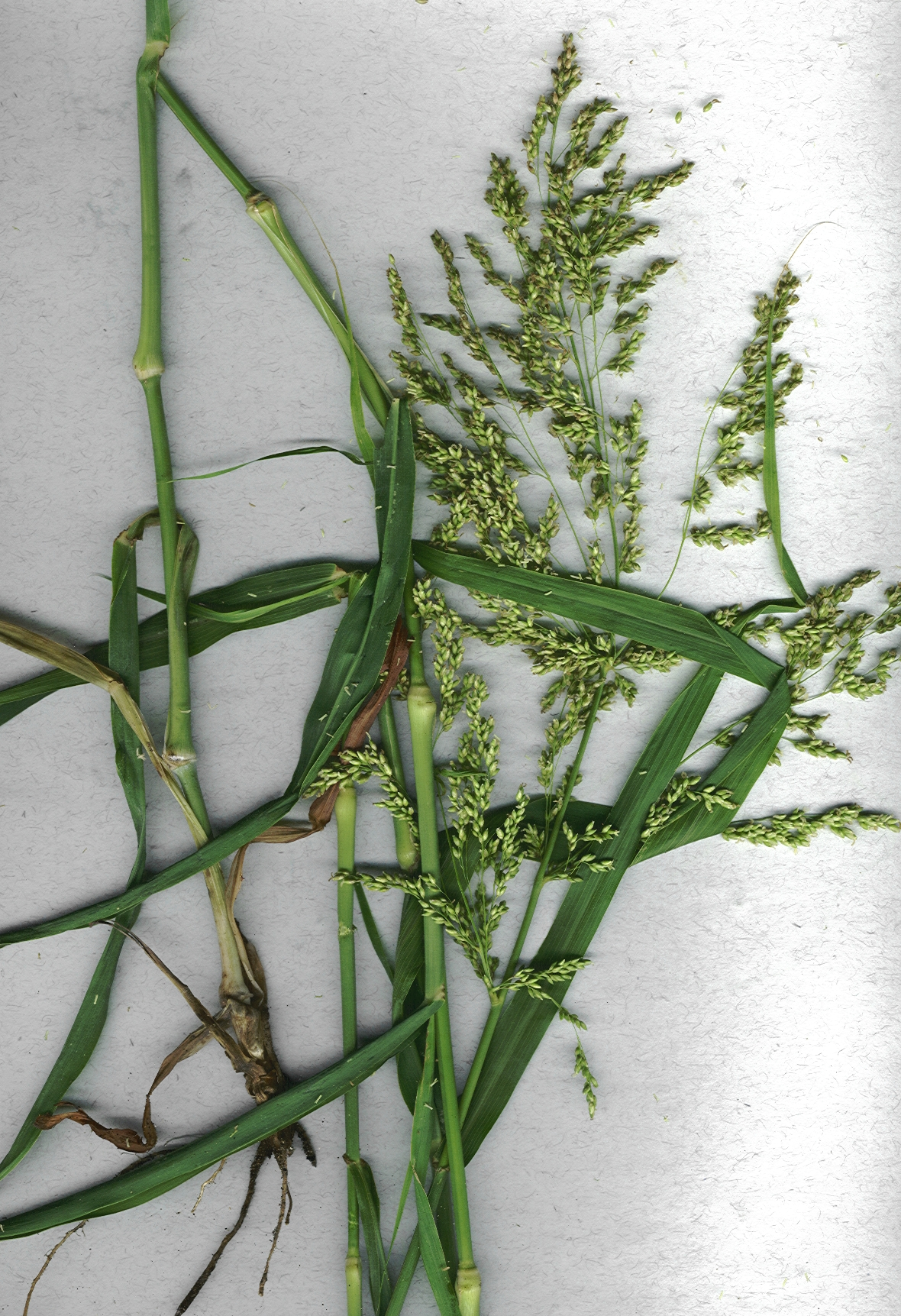
Panicum antidotale

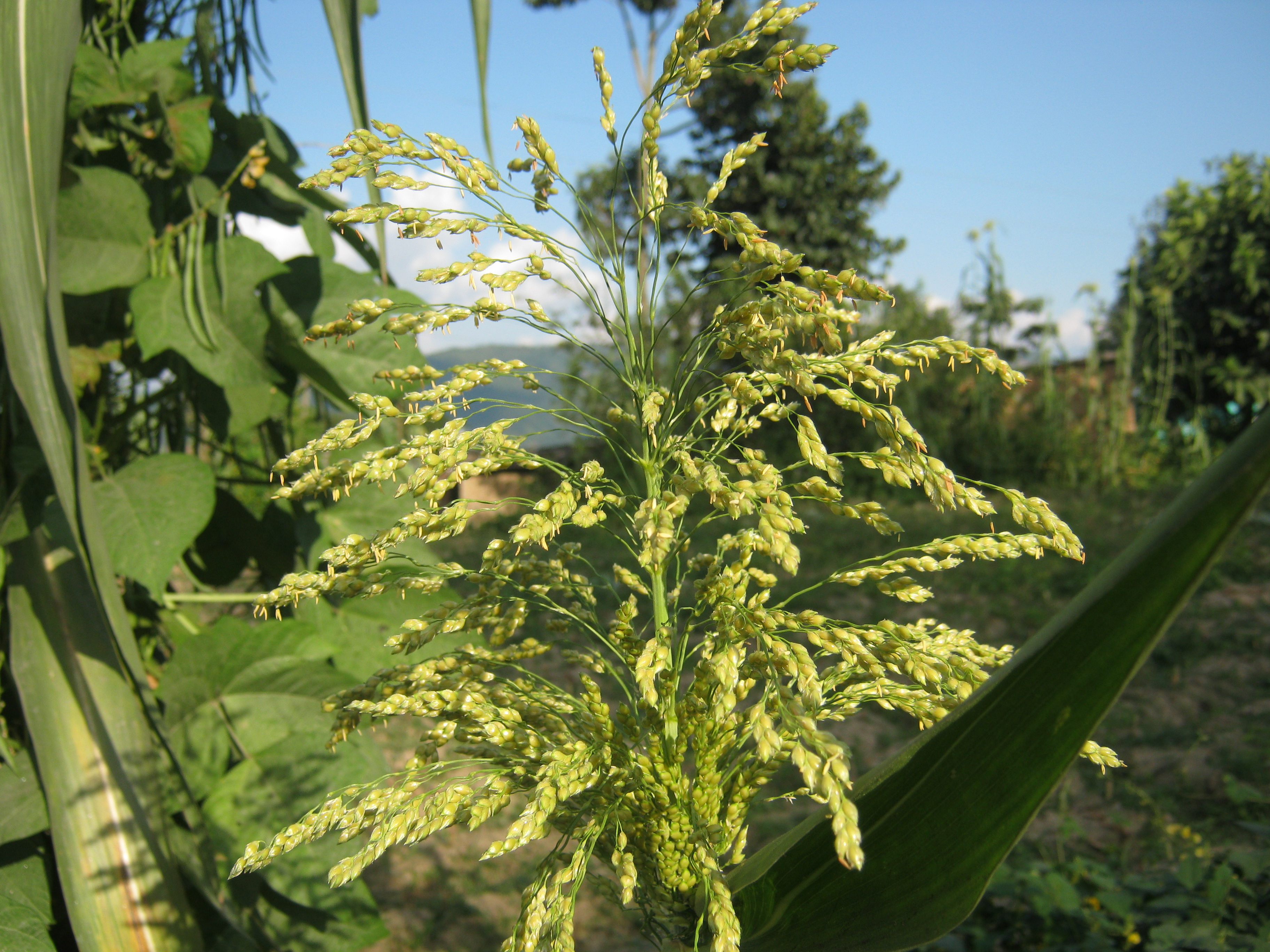
Rispenhirse (Panicum miliaceum)

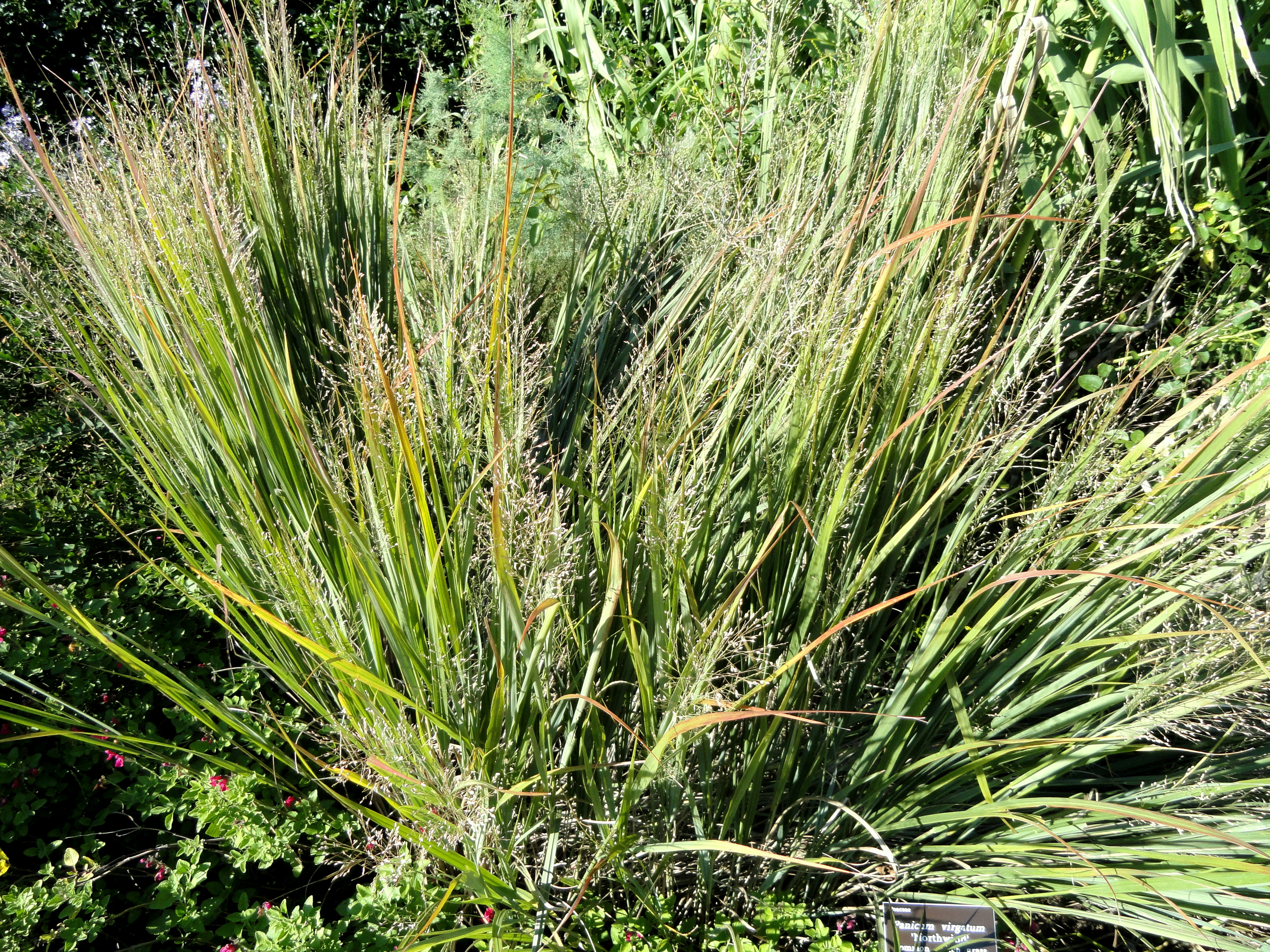
Rutenhirse (Panicum virgatum)

Die in Mitteleuropa vorkommenden Arten sind:
- Ufer-Hirse (Panicum barbipulvinatum Nash, Syn.: Panicum riparium H.Scholz, Panicum capillare subsp. barbipulvinatum (Nash) Tzvelev): Sie kommt ursprünglich im westlichen Nordamerika vor und ist in Mitteleuropa ein Neophyt.[3]
- Haarästige Rispenhirse (Panicum capillare L.; Syn.: Panicum riparium H. Scholz[4]): Sie kommt ursprünglich von Kanada bis Mexiko und der Karibik vor.[4] In Eurasien, Südamerika und Neuseeland ist sie ein Neophyt.[4]
- Spät-Rispenhirse (Panicum dichotomiflorum Michx.), Neophyt aus Argentinien seit ca. 1980
- Hillman-Rispenhirse (Panicum hillmanii Chase): Sie kommt ursprünglich in Kalifornien, Colorado, Iowa, Kansas, New Mexico, Oklahoma und Texas vor.[4] Diese Art wurde in Mitteleuropa besonders in Maisäckern im Tessin, in Österreich, in Bayern, Baden-Württemberg und in Hessen beobachtet.[3]
- Rispenhirse (Panicum miliaceum L.): Sie stammt wohl aus Südostasien und wird weltweit kultiviert.
- Gattinger-Rispenhirse (Panicum philadelphicum Bernh. ex Trin., Syn.: Panicum gattingeri Nash): Die Heimat ist Kanada und die USA.[4]
- Glatt-Rispenhirse oder Südafrikanische Hirse (Panicum schinzii Hack., Syn.: Panicum laevifolium Hack.): Sie kommt ursprünglich im südlichen Afrika vor. Sie ist ein Neophyt in Großbritannien, Irland, Belgien, Deutschland, in der früheren Tschechoslowakei, in Österreich, Indien und Neuseeland.[4]
- Rutenhirse (Panicum virgatum L.): Die Heimat ist Nord- und Mittelamerika, sie wird als Ziergras kultiviert und ist in Mitteleuropa ein Neophyt.[3]

Nicht mehr zu Gattung Panicum zählen:
- Panicum bulbosum Kunth → Zuloagaea bulbosa (Kunth) Bess: Sie kommt von den Vereinigten Staaten bis Ecuador vor.[4]
- Panicum ciliare Retz. → Digitaria ciliaris (Retz.) Koeler[5]
- Panicum clandestinum L. → Hirschzungen-Rispenhirse (Dichanthelium clandestinum (L.) Gould): Sie kommt in Kanada und in den USA vor.[4]
- Panicum crus-galli L. → Echinochloa crus-galli (L.) P.Beauv.
- Panicum ischaemum Schreb. → Digitaria ischaemum (Schreb.) Muhl.[5]
- Panicum maximumJacq. → Guineagras (Urochloa maxima (Jacq.) R.D.Webster): Sie kommt ursprünglich im tropischen und südlichen Afrika, auf Inseln im Indischen Ozean und auf der Arabischen Halbinsel vor.[4] In zahlreichen Ländern ist sie ein Neophyt, so in Tschechien, Spanien und Sizilien.
- Panicum sanguinale L. → Digitaria sanguinalis (L.) Scop.[5]
- Panicum viride L. → Setaria viridis (L.) P.Beauv.

## Nutzung

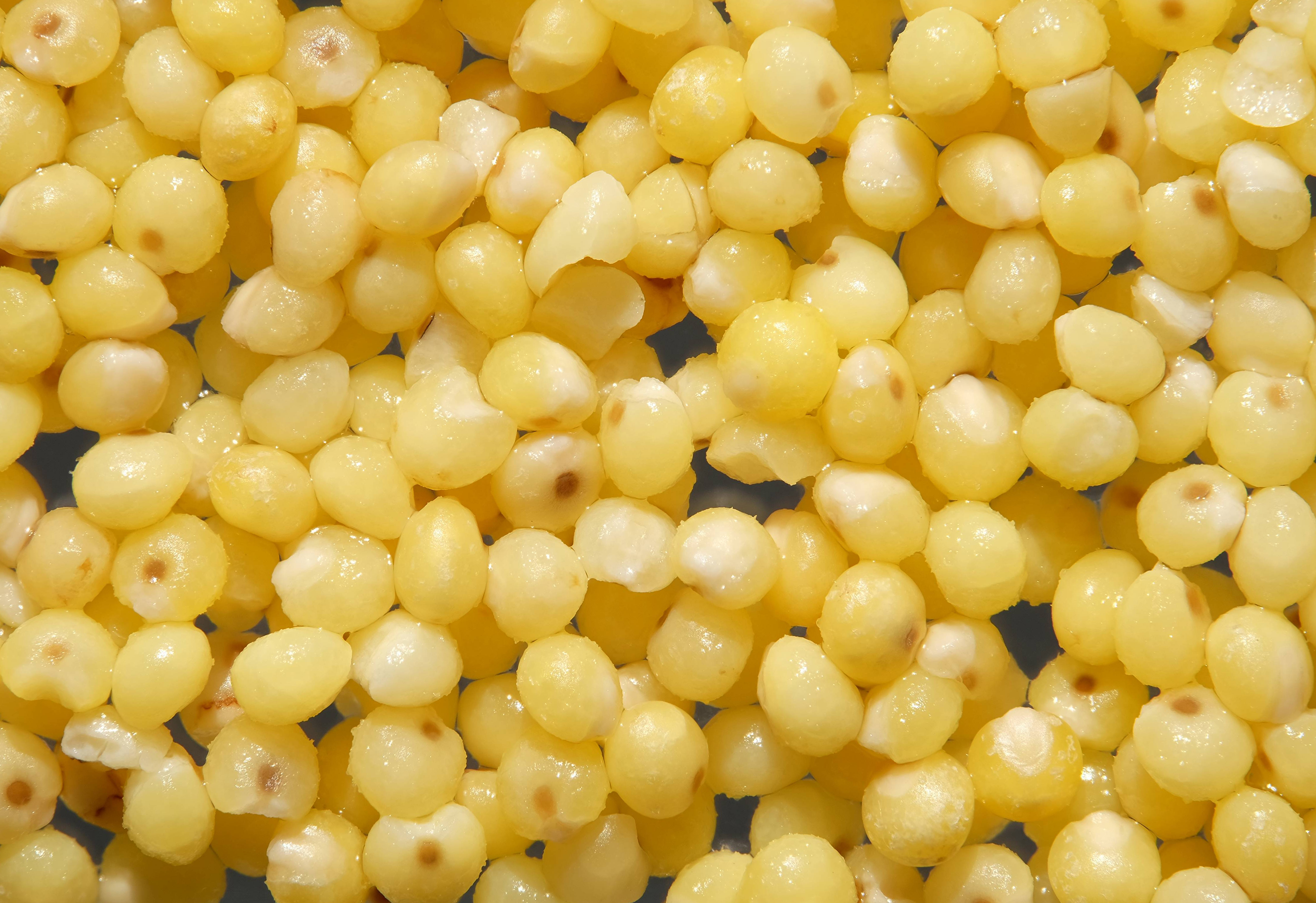
Gewaschene Körner der Rispenhirse

Die Rispenhirse wird heutzutage vor allem in Asien als Getreide angebaut. Panicum laetum und Panicum turgidum werden im Sahel als Wildgetreide geerntet.

## Belege